# Bogotol'sky (huyện)
Huyện Bogotol'sky (tiếng Nga: ? райо́н) là một huyện hành chính tự quản (raion), của Vùng Krasnoyarsk, Nga. Huyện có diện tích 4256 km². Trung tâm của huyện đóng ở Bogotol.